# Arquidiocese de La Paz
A Arquidiocese de La Paz (Archidiœcesis Pacensis in Bolivia) é uma circunscrição eclesiástica da Igreja Católica situada em La Paz, Bolívia. Seu atual arcebispo é Percy Lorenzo Galván Flores. Sua Sé é a Catedral Basílica de Nuestra Señora de La Paz.
Possui 53 paróquias servidas por 168 padres, contando com 1208316 habitantes, com 77% da população jurisdicionada batizada.

## História
A diocese de La Paz foi erigida em 4 de julho de 1605, recebendo o território da diocese de La Plata ou Charcas (atual arquidiocese de Sucre). Originalmente era sufragânea da arquidiocese de Lima.
Em 20 de julho de 1609 tornou-se parte da província eclesiástica da Arquidiocese de La Plata ou Charcas.
Em 1610, foi estabelecido o seminário diocesano, dedicado a São Jerônimo. O seminário experimentou altos e baixos, no século XIX foi fechado e reaberto pelos civis quatro vezes.
Em 18 de junho de 1943 foi elevada ao posto de arquidiocese metropolitana com a bula Ad Spirituale Bonum do Papa Pio XII.

## Prelados
|                     | Nome                                                  | PeríodoT     | Notas                                             |
| Arcebispos          | Arcebispos                                            | Arcebispos   | Arcebispos                                        |
| ------------------- | ----------------------------------------------------- | ------------ | ------------------------------------------------- |
| 5º                  | Percy Lorenzo Galván Flores                           | 2020-atual   |                                                   |
| 4º                  | Edmundo Luis Flavio Abastoflor Montero                | 1996-2020    |                                                   |
| 3º                  | Luis Sáinz Hinojosa, O.F.M.                           | 1987-1996    |                                                   |
| 2º                  | Jorge Manrique Hurtado †                              | 1967-1987    |                                                   |
| 1º                  | Abel Isidoro Antezana y Rojas, C.M.F. †               | 1943-1967    |                                                   |
| Arcebispo-coadjutor |                                                       |              |                                                   |
|                     | Alejandro Mestre Descals, S.J.                        | 1982-1987    |                                                   |
| Bispos-auxiliares   |                                                       |              |                                                   |
|                     | Pedro Luis Fuentes Valencia, C.P.                     | 2022-        | Atual                                             |
|                     | Basilio Mamani Quispe                                 | 2022-        | Atual                                             |
|                     | Mario Luis Durán Berríos                              | 2022-        | Atual                                             |
|                     | Aurelio Pesoa Ribera, O.F.M.                          | 2014-2020    | Nomeado Vigário Apostólico de El Beni             |
|                     | Jorge Ángel Saldías Pedraza, O.P.                     | 2014-2019    | Nomeado Bispo de Tarija                           |
|                     | Oscar Omar Aparicio Céspedes                          | 2002-2012    | Nomeado Bispo do Ordinário Militar da Bolívia     |
|                     | Nino Marzoli, C.R.                                    | 1988-1992    | Nomeado Bispo-auxiliar de Santa Cruz de la Sierra |
|                     | Jesús Juárez Párraga, S.D.B.                          | 1988-1994    | Nomeado Bispo de El Alto                          |
|                     | Luis Morgan Casey                                     | 1983-1988    | Nomeado Bispo de Pando                            |
|                     | Gonzalo Ramiro del Castillo Crespo, O.C.D.            | 1983-2000    | Nomeado Bispo do Ordinário Militar da Bolívia     |
|                     | Alejandro Mestre Descals, S.J.                        | 1976-1982    | Elevado a Arcebispo-coadjutor                     |
|                     | Adhemar Esquivel Kohenque                             | 1968-1992    | Nomeado Bispo-coadjutor de Tarija                 |
|                     | Andrés Bernardo Schierhoff                            | 1968-1982    | Nomeado Bispo de Pando                            |
|                     | Gennaro Maria Prata Vuolo, S.D.B.                     | 1960-1981    | Nomeado Arcebispo de Cochabamba                   |
|                     | José Armando Gutiérrez Granier                        | 1956-1965    | Nomeado Bispo de Cochabamba                       |
|                     | Jorge Manrique Hurtado                                | 1952-1956    | Nomeado Bispo de Oruro                            |
|                     | José Clemente Maurer, C.Ss.R.                         | 1950-1951    | Nomeado Arcebispo de Sucre                        |
| Bispos              |                                                       |              |                                                   |
| 42º                 | Abel Isidoro Antezana y Rojas, C.M.F. †               | 1938 - 1943  |                                                   |
| 41º                 | Augusto Sieffert, C.Ss.R. †                           | 1924 - 1934  |                                                   |
| 40º                 | Celestino Loza †                                      | 1920 - 1921  |                                                   |
| 39º                 | Dionisio Ávila †                                      | 1916 - 1919  |                                                   |
| 38º                 | Manuel José Pena †                                    | 1911 - 1913  |                                                   |
| 37º                 | Nicolás Armentia Ugarte, O.F.M. †                     | 1901 - 1909  |                                                   |
| 36º                 | Juan José Baldivia †                                  | 1891 - 1899  |                                                   |
| 35º                 | Juan de Dios Bosque †                                 | 1874 - 1890  |                                                   |
| 34º                 | Calisto Clavijo †                                     | 1868 - 1874  |                                                   |
| 33º                 | Mariano Fernández de Córdoba †                        | 1851 - 1868  |                                                   |
| 32º                 | Miguel de Orozco †                                    | 1848 - 1849  | (bispo eleito)                                    |
| 31º                 | José Manuel de Yndaburo †                             | 1843 - 1844  |                                                   |
| 30º                 | José Manuel Fernández de Córdoba y Meló †             | 1840 - 1841  | (bispo eleito)                                    |
| 29º                 | Francisco León de Aguirre †                           | 1837 - 1840  |                                                   |
| 28º                 | José María de Mendizábal †                            | 1828 - 1835  | Nomeado Arcebispo de Sucre                        |
| 27º                 | Antonio Sánchez Matas, O.F.M. †                       | 1818 - 1827  |                                                   |
| 26º                 | Remigio de La Santa y Ortega †                        | 1797 - 1816  |                                                   |
| 25º                 | Alejandro José de Ochoa †                             | 1791 - 1796  |                                                   |
| 24º                 | Gregório Francisco de Campos †                        | 1764 - 1789  |                                                   |
| 23º                 | Diego Antonio de Parada †                             | 1752 - 1762  | Nomeado Arcebispo de Lima                         |
| 22º                 | Matias de Ibáñez †                                    | 1747 - 1751  |                                                   |
| 21º                 | José de Peralta Barrionuevo y Rocha Benavídez, O.P. † | 1746         | Nomeado Arcebispo de Sucre                        |
| 20º                 | Salvador Bermúdez y Becerra †                         | 1742 - 1746  | Nomeado Arcebispo de Sucre                        |
| 19º                 | Agustín Rodríguez Delgado †                           | 1731 - 1742  |                                                   |
| 18º                 | Alejo Fernando de Rojas y Acevedo †                   | 1723 - 1730  |                                                   |
| 17º                 | Mateo Panduro y Villafañe, O.C.D. †                   | 1714 - 1722  |                                                   |
| 16º                 | Diego Morcillo Rubio de Suñón de Robledo, O.SS.T. †   | 1708 - 1714  | Nomeado Arcebispo de Sucre                        |
| 15º                 | Nicolás Urbano de Mata y Haro †                       | 1702 - 1704  |                                                   |
| 14º                 | Bernardo de Carrasco y Saavedra, O.P. †               | (1694 - 1697 |                                                   |
| 13º                 | Juan Queipo de Llano y Valdés †                       | 1680 - 1694  | Nomeado Arcebispo de Sucre                        |
| 12º                 | Juan Pérez de Corcha †                                | 1680         |                                                   |
| 11º                 | Gabriel de Guilléstegui, O.F.M. †                     | 1670 - 1677  |                                                   |
| 10º                 | Bernardino de Cárdenas Ponce, O.F.M. †                | 1666 - 1668  |                                                   |
| 9º                  | Martín de Monsalvo, O.S.A. †                          | 1664 -1668   |                                                   |
| 8º                  | Martín Velasco y Molina †                             | 1655 - 1662  |                                                   |
| 7º                  | Luis Antonio de Castro y Castillo †                   | 1648 - 1653  |                                                   |
| 6º                  | Francisco de la Serna, O.S.A. †                       | 1645 - 1647  |                                                   |
| 5º                  | Alonso de Franco y Luna †                             | 1639 - 1645  |                                                   |
| 4º                  | Feliciano de la Vega Padilla †                        | 1633 - 1639  | Nomeado Arcebispo da Cidade do México             |
| 3º                  | Pedro de Valencia †                                   | 1617 - 1631  |                                                   |
| 2º                  | Domingo Valderrama y Centeno, O.P. †                  | 1608 - 1615  |                                                   |
| 1º                  | Diego de Zambrana y Guzmán †                          | 1605 - 1608  | Nomeado Arcebispo de Sucre                        |